# Jorge Claraz

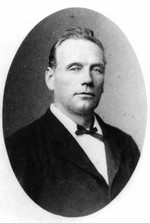
Claraz aos 38 anos, em 1870

Georges Claraz (1832 - 6 de setembro de 1930) foi um naturalista suíço.